# Штампарство и књижарство у Дубровнику у 19. веку
Штампарство и књижарство у Дубровнику у 19. веку није адекватно разматрано у досадашњој историји књижевности и науци о књизи. О дубровачком штампарству 19. века написано је тек неколико студија, док су јединице у енциклопедијама једнаке али штуре. Тек појединачно су одређена питања из штампарско-издавачког рада Антуна и Петра-Франа Мартекинија, била предмет појединих текстова, док о осталим издавачима и данас најинформативније се може сазнати из некролога који су састављали њихови савременици, као и из ретких вести, али тек од друге половине века.

## Прве штампарије у Дубровнику
Године 1782. 25. новембра, дубровачко Веће умањених издало је млечанину Карлу Антуну допуштење да отвори у Дубровнику прву штампарију. У тој штампарији одштампала се прва књига већ следеће 1783. године. Антун је водио штампарију све до своје смрти 29. децембра 1787. године, а затим је преузео други Млечанин, Андрија Тревисан, који је већ почетком 1801. напустио штампарију због болести, да би исте године и преминуо. Нешто касније отвориле су се штампарије и у осталим далматинским градовима: Задру, Котору и Сплиту. У Котору је код првог штампара, Франа Андреола био запослен као штампарски радник Антун Мартекини, такође Млечанин. У фебруару 1801. године, Артун Мартекини се налази у Дубровнику, те њему дубровачка влада након Тревисанове смрти поверава штампарију. Мартекини наставља да води штампарију и након пада Дубровачке републике.
| Прве штампарије у Дубровнику | Прве штампарије у Дубровнику |
| ---------------------------- | ---------------------------- |
| Оснивање                     | 28. фебруар 1832.            |
| Локација                     | Дубровник                    |
| Врста                        | Штампарија                   |
| Директор                     | Карл Антун                   |

### Антун Мартекини
Године 1798, Антун Мартекини у Котор стиже у друштву Франческа Андреола, који оснива прву штампарију у Котору, да би 1802. прешао у Дубровник као главни задужени за прву дубровачку штампарију. У Котору је радећи за Андреолу учестоваво у штампању његових латиничних и ћириличних издања на српском и италијанском језику. У току ток рада настале су и данас сачуване Мартекинијеве белешке на календару за 1800. годину, у виду одређених рачуна и спискова набављених намирница, одеће и друге робе. Ове белешке су сврстане под датуме, и мада није наведена година, то би вероватно била 1800. када је Мартекини радио за Андреолога. У међувремену у Дубровнику Тревизан припрема за штампу врло важно издање, животно дело Франческа Марије Апендинија, али штампање прекида Тревизанова изненадна смрт. Апендини одлази у Котор Млечанину Франческу Андреоли, у нади да ће Франческо поћи са њим у Дубровник и завршити штампање књиге. Андреоли одбија, и његово место заузима његов шмапарски радник Антун Мартекини. Непосредно пре доласка у Дубровник, Мартекини се обраћа Сенату, као будући дубровачки штампар и књижар и захтева редовну плату, као и одређене привилегије које сматра везаним за своју професију. Међу њима је одређени монопол, пошто Мартекини моли да Сенат не дозволи оснивање друге штампарије и књижаре сем његове. Почетком јуна, већ се увелико штампају неке мање ствари везане за рок. Крајем јуна кренуло се са штампањем Апендинијевог рукописа и трајало је до фебруара 1803. Мартекини је штампањем Апендинијевог дела Notizie istorico-critiche sulle antichita, storia letteratura de Ragusei ушао на велика врата у историју дубровачког штампаства и издаваштва.. Антун Мартекини је преминуо 1835. на Пилама у Дубровнику у 67-ој години живота. Током преко три деценије дугог рада, Антун Мартекини је за собом оставио стотину издања из најразличитијих области литературе. Његов посао наставља његов син, четврти дубровачи штампар, Петар-Франо Мартекини. У том смислу, њихово дело се може посматрати у континуитету.

### Петар Франо Мартекини
Пјер Франческо Мартекини родио се у Дубровнику 21. јуна 1806. где је његов отац Антун био штампар и издавач. Школовао се у Дубровнику, где се спремао за посао издавача, штампара и књижара. Оженио се ћерком угледног грађанина Петра Стулија и Марије, Маријом Кунегундом Стули. На основу прегледа издања у прве две године самосталног рада овог Мартекинија, стиче се утисак да се одлазак старог штампара одразио на раду штампарије издавачке куће. Петар Франо је у Дубровнику објавио значајан број дела из старе дуборавчке књижевности, по први пут, а поједина је поновио новим издањима. Тако је 1837. објављено више Гундулићевих дела, а у наредним годинама је објавио дела Чубтрановића, Стјепа Ђурђевића и Игњата Ђурђевића. Мартекини је штампао и сигурно најпознатију и најчешће издавану књигу у Далмацији Разговор угодних народа словинског, Андрије Качића Миошића. Ова књига је у народу позната као Писмарица, и у своје време је била готово једини уџбеник сеоске младежи у Далмацији. Бавио се штампањем биографија и литографија, а најећи број дубровчана за које се Мартекини определио да прикаже у својој галерији, било је из области књижевности, а тек по неки научник, лекар и дипломата. Мартекини је доживео дубоку старост и умро је у 94-ој години 1900. Био је један од првих практичних пропагатора увођења народног језика у судство. У белешкама се служио италијанским и нашим језиком. Мартекинијеви потомци се нису бавили ни штампарством ни издаваштвом, и књиге из њихове колекције доспеле су на различите стране.

### Литографички завод и књижара Василије Лаиновић
Дубровачки трговац Јово Лаиновић био је угледан члан дубровачког друштвеног и културног српског круга, односно круга Срба-православаца. Као угледни грађанин бринуо се о подизању православних светиња, као и заснивање школа за православну Српчад. Поред тога, Јово Лаиновић је у Дубровнику држао књижару у којој су се међу осталим продавале и књиге Вука Стефановића Караџића. Активно је био укључен и у далматински народни покрет, који се залаго за увођење народног језика у јавни живот, као и тежњом за јужнословенским уједињењем. Почетком 1863. покренута је акција за оснивање народне читаонице, као својевсрне културне политичке установе, која би служила и за пропагирање политичких циљева народног покрета. Међу најистакнутијим представницима дубровачке интелигенције и католичке и православне конфесије, био је управо Јово Лаиновић. Непосредно пре смрти, Лаиновић је купио штампарску машину за коју се верује да је припадала великом издавачу Антону Мартекинију, чију је штампарију већ поседовао. Нажалост, све планове Лаионвића зауставила је смрт 1863. године. Након смрти, бригу над књижаром преузела је његова супруга Василија Лаиноноивћ, и водила је успешно.

### Драгутин Претнер
Драгутин Претнер дошао је из Карловаца. Сматра се једним је од великих имена дубровачкох издаваштва. Свој рад наставља где га је Пјер Мартекини прекинуо, штампајући периодична издања, као и гимназијска, шематитме и слична издања. У прво време штампа врло значајна литерална и књижевна-историјска дела дубровачких и других писаца. У прво време новом штампару је помагао учитељ веронауке Стјепан Скурла. Постаје задужен за издавање књижевног годишњака Дубровник забавник, на народном језику. Имао је велики број сарадника, а многи дубровачки књижевници и научници објављивали су своје радове на његовим страницама. Следећи је књижевни часопис Словинац, који се појављује у изузетно критичком политичком моменту за народну странку у Далмацији. Часопис је покренут у Дубровнику као својеврстан посебан литералан помиритељ између дубоко подељених национално дефинисаних струја, и био је спона између два народа, да их подсети на сањану јужнословенску заједничку државу. У позним годинама, Претнер се бавио искључиво књижарством. Књижару је водио са братанцом своје жене, Гавром Тошовићем. До његове смрти 1924. тек је по која вест у новинама подсећала на великог дубровачког штампара.

### Штампарија Јоза Флори
Штампарија Јоза Флори у Дубровнику се јавља и делује као сасвим посебна и карактеристична. Та посебност се не односи само на тај кратак период њеног рада, него и на читав 19. век. Свој рад је започела издавањем једног од теолошких дела намењених верницима, одштампаних на италијанском и српском. Следеће издање је поводом несрећне смрти Људевита Ћурћије, бискупа Иренополитанског. Треће штампано дело упућује на будући карактеристичан рад ове издавачке куће, и то је дело Антуна Казначића Alcune pagine su Ragusa. Издавачка кућа је редовно штампала примерке часописа Библиотека и Словинац. Конципирана да буде само у служби науке, и очувања националног блага и традиције, успела је да сакупи значајна издања, како нова дела савремених аутора, тако и стара, и да штампа грађу за наступајућа изучавања. Представљала је заокружену и дефинисану издавачку продукцију. Аутори ове штампарије били су окренути ширим просторима у односу на сам Дубровник, и дела су се могла довести у везу и са политичком ситуацијом у Покрајини. Штампарија Јоза Флори је од изузетних значаја, не само због историјских радова и дела која се тичу Републике, него и због богатства различитости које уноси у дубровачко штампарство овог века.